# 武吉海
武吉海（1953年1月—），男，湖南吉首人，中华人民共和国政治人物。湖南师范学院中文系中文专业毕业，中共中央党校世界经济专业研究生。

## 生平
1979年6月加入中国共产党。历任共青团湘西州委办公室主任、副书记、书记；中共吉首市委副书记、代市长、市长、市委书记；湘西土家族苗族自治州政府州长助理，州委常委、副州长，州委副书记、代州长、州长；湖南省农办主任等职。2006年3月任中共常德市委书记，2008年11月改任湖南省人民政府秘书长兼办公厅主任，2010年1月任中共湖南省委组织部常务副部长。2011年1月任湖南省政协副主席。2016年1月，卸任湖南省政协副主席职务。
中国共产党第十七届中央委员会候补委员。